# Liste der Biografien/Brox
Liste der Biografien |
Portal Biografien |
Personensuche
# |
A |
B |
C |
D |
E |
F |
G |
H |
I |
J |
K |
L |
M |
N |
O |
P |
Q |
R |
S |
T |
U |
V |
W |
X |
Y |
Z |
?
 
Ba |
Be |
Bd |
Bg |
Bh |
Bi |
Bj |
Bl |
Bm |
Bn |
Bo |
Br |
Bs |
Bu |
Bw |
By |
Bz
 
Bra |
Brc |
Brd |
Bre |
Brg |
Bri |
Brj |
Brk |
Brl |
Brn |
Bro |
Brp–Brt |
Bru |
Brv |
Bry |
Brz
 
Broa |
Brob |
Broc |
Brod |
Broe |
Brof |
Brog |
Broh |
Broi |
Broj |
Brok |
Brol |
Brom |
Bron |
Broo |
Brop |
Broq |
Bror |
Bros |
Brot |
Brou |
Brov |
Brow |
Brox |
Broy |
Broz
Die Liste der Biografien führt alle Personen auf, die in der deutschsprachigen Wikipedia einen Artikel haben. Dieses ist eine Teilliste mit 11 Einträgen von Personen, deren Namen mit den Buchstaben „Brox“ beginnt.

## Brox
- Brox, Delphine (1935–2008), deutsch-französische Umweltaktivistin und Politikerin (BGL), MdBB
- Brox, Hans (1920–2009), deutscher Zivilrechtswissenschaftler und Richter des Bundesverfassungsgerichts
- Brox, Kyla (* 1980), britische Blues- und Soul-Sängerin und Songwriterin
- Brox, Norbert (1935–2006), deutscher katholischer Theologe
- Brox, Ottar (1932–2024), norwegischer Sozialwissenschaftler und Politiker (Sozialistische Linkspartei)
- Brox, Reinhard (* 1853), sächsischer Generalmajor
- Brox, Richard (* 1964), deutscher Autor und Aktivist
- Brox, Victor (1940–2023), britischer Multiinstrumentalist und Sänger des Bluesrock

### Broxh
- Broxham, Leigh (* 1988), australischer Fußballspieler

### Broxo
- Broxon, Mildred Downey (* 1944), US-amerikanische Fantasy-Autorin

### Broxt
- Broxtermann, Theobald Wilhelm (1771–1800), deutscher Schriftsteller und Jurist